# Teszler Sándor
Teszler Sándor (Budapest, 1903. június 25. – Spartanburg, Dél-Karolina, 2000. július 23.) textilgyáros, filantróp, mecénás.

## Életpályája
Az Osztrák–Magyar Monarchiában született zsidó származású családba. Dongalábbal született, amit akkoriban csak igen fájdalmas módon tudtak gyógyítani. A textiliparban kezdett dolgozni, gyárát nagy tehetséggel és szorgalommal működtetve.  A második világháborút követően az Amerikai Egyesült Államokba emigrált, ahol az ottani dél-karolinai textilipar egyik meghatározó alakja lett. Gyárában sokat tett a faji elkülönítés ellen. Nagy operarajongó volt, és Bartók Béla barátja lett, miután Bartók Amerikába emigrált. Bartók New York-i sírkövét is ő emeltette saját költségén. A spartanburgi metodista Wofford College-ot elvégezte, majd az egyetem díszdoktorává is fogadta, s könyvtára az ő nevét viseli. Később a városban egy általános iskola is felvette a nevét (McCarthy-Teszler School).

## Külső hivatkozások
- Teszler Sándor memoir
- Teszler Sándor díj
- Teszler Sándor könyvtár